# Creed III
Creed III is een Amerikaanse boksfilm uit 2023, geregisseerd door en met in de hoofdrol Michael B. Jordan (in zijn regiedebuut) naar een scenario van Keenan Coogler en Zach Baylin. De film is het vervolg op Creed II uit 2018 en het negende deel in de Rocky-filmreeks. In de film spelen ook Tessa Thompson, Jonathan Majors, Wood Harris en Phylicia Rashad. Dit is de eerste film in de serie zonder Sylvester Stallone als Rocky Balboa, hoewel hij nog steeds als filmproducent fungeert.

## Verhaal
Vijf jaar na Creed II, na het domineren van de bokswereld, bloeit Adonis "Donnie" Creed zowel in zijn carrière als in zijn gezinsleven. Wanneer jeugdvriend en voormalig bokswonder Damian "Dame" Anderson na het uitzitten van een lange gevangenisstraf weer opduikt, wil hij graag bewijzen dat hij zijn kans in de ring verdient. De confrontatie tussen voormalige vrienden is meer dan alleen een gevecht. Om de rekening te vereffenen, moet Donnie zijn toekomst op het spel zetten om het op te nemen tegen Dame, een vechter die niets te verliezen heeft en zoals zijn vriend en mentor Rocky Balboa vaak zegt: "Als een vechter niets te verliezen heeft, wordt hij gevaarlijk."

## Rolverdeling
| Acteur               | Personage                |
| -------------------- | ------------------------ |
| Michael B. Jordan    | Adonis "Donnie" Creed    |
| Tessa Thompson       | Bianca Taylor-Creed      |
| Jonathan Majors      | Damian "Dame" Anderson   |
| Wood Harris          | Tony "Little Duke" Evers |
| Phylicia Rashad      | Mary-Anne Creed          |
| Mila Davis-Kent      | Amara Creed              |
| Jose Benavidez       | Felix Chavez             |
| Selenis Leyva        | Laura Chavez             |
| Florian Munteanu     | Viktor Drago             |
| Thaddeus J. Mixson   | Jonge Adonis Creed       |
| Spence Moore II      | Jonge Damian Anderson    |
| Tony Bellew          | "Pretty" Ricky Conlan    |
| Jacob "Stitch" Duran | Stitch                   |

## Release
De film ging in première op 9 februari 2023 in Mexico-Stad. De film staat gepland op 3 maart 2023 in de Verenigde Staten.